# Pignola
Pignola es un municipio situado en el territorio de la provincia de Potenza, en Basilicata (Italia).

## Demografía
| Gráfica de evolución demográfica de Pignola entre 1861 y 2007 |
|                                                               |
| fuente ISTAT - elaboración gráfica a cargo de Wikipedia       |